# غاريث إدواردز
غاريث إدواردز (بالإنجليزية: Gareth Edwards)‏ (و. 1947  م) هو لاعب اتحاد الرغبي، من المملكة المتحدة، مركز لعبه هو سكروم وسط ‏.

## التعليم
تعلم في مدرسة ميلفيلد ‏.

## جوائز
حصل على جوائز منها:
- نيشان الامبراطورية البريطانية من رتبة قائد.

## روابط خارجية
- غاريث إدواردز عل موقع إسبنسكروم (الإنجليزية)